# ميشيل وايت
ميشيل وايت (بالإنجليزية: Michael White)‏ (8 يناير 1987 بويلز في المملكة المتحدة - ) هو لاعب كرة قدم نيوزلندي وبريطاني في مركز الوسط. شارك مع منتخب نيوزيلندا تحت 17 سنة لكرة القدم ومنتخب نيوزيلندا تحت 20 سنة لكرة القدم. أما مع النوادي، فقد لعب مع تيم ويلينغتون ونادي ريل ووايتاكيري يونايتد وميرامار رينجرز ‏ وManawatu United ‏ وكانتربيري يونايتد وNew Zealand Knights FC ‏.

## روابط خارجية
- ميشيل وايت على موقع قاعدة بيانات كرة القدم.إي يو (الإنجليزية)
- ميشيل وايت على موقع عالم كرة القدم.نت (الإنجليزية)